# Commission indépendante pour l'intégrité de la police
La Commission indépendante pour l'intégrité de la police, une société publique du gouvernement de la Nouvelle-Galles du Sud, est chargée de la prévention, de la détection et des enquêtes concernant les fautes graves présumées au sein de la police en Nouvelle-Galles du Sud. La mission de la Commission est de réduire les fautes graves de la part de la police. 
La Commission est créée le 1er juillet 2016 en vertu de la loi sur l'intégrité de la police de 1996, à la suite de la création de la commission Wood Royal dans le service de police de la Nouvelle-Galles du Sud . 
La Commission est d'abord sous le contrôle du ministre de la Police et des Services d'urgence. En 2011, la responsabilité revient au premier ministre de la Nouvelle-Galles du Sud.  Un inspecteur indépendant supervise les fonctions opérationnelles de la Commission. 